# Noregs Mållag
Noregs Mållag ("Norges språkorganisation") är en organisation i Norge som främjar användandet av nynorska, en av de två skrivna formerna av norska.
Organisationen bildades 4–5 februari 1906 i Oslo under namnet Norigs Maallag, men räknar sin historia tillbaka till de tre första lokala mållagen som bildades 1861–1862 i Oslo, Bergen och Trondheim. Organisationen fick sitt nuvarande namn 1922. Dess ungdomsorganisation heter Norsk Målungdom. Det område som organisationen sätter främst är utnyttjande av nynorska i skolan.
Noregs Mållag har ungefär 10 500 medlemmar, och är organiserat i 20 fylkeslag och 160 lokallag. Norsk Målungdom har ungefär 1 500 medlemmar.